# Бонні-Лейк (Вашингтон)
Бонні-Лейк (англ. Bonney Lake) — місто (англ. city) в США, в окрузі Пірс штату Вашингтон. Населення — 22 487 осіб (2020).

## Географія
Бонні-Лейк розташоване за координатами 47°11′58″ пн. ш. 122°9′47″ зх. д. / 47.19944° пн. ш. 122.16306° зх. д. (47.199502, -122.163033).  За даними Бюро перепису населення США в 2010 році місто мало площу 20,74 км², з яких 20,57 км² — суходіл та 0,17 км² — водойми.

## Демографія
Згідно з переписом 2010 року, у місті мешкали 17 374 особи в 5989 домогосподарствах у складі 4632 родин. Густота населення становила 838 осіб/км².  Було 6394 помешкання (308/км²).
Расовий склад населення:
| - 88,8 % — білих - 2,4 % — азіатів - 1,3 % — чорних або афроамериканців - 1,0 % — корінних американців - 0,2 % — вихідців з тихоокеанських островів - 1,8 % — осіб інших рас |

До двох чи більше рас належало 4,5 %. Частка іспаномовних становила 6,1 % від усіх жителів.
За віковим діапазоном населення розподілялося таким чином: 28,5 % — особи молодші 18 років, 65,1 % — особи у віці 18—64 років, 6,4 % — особи у віці 65 років та старші. Медіана віку мешканця становила 34,6 року. На 100 осіб жіночої статі у місті припадало 101,2 чоловіків;  на 100 жінок у віці від 18 років та старших — 100,6 чоловіків також старших 18 років.
Середній дохід на одне домашнє господарство  становив 93 119 доларів США (медіана — 80 967), а середній дохід на одну сім'ю — 101 215 доларів (медіана — 90 810). Медіана доходів становила 62 465 доларів для чоловіків та 49 430 доларів для жінок. За межею бідності перебувало 9,1 % осіб, у тому числі 11,6 % дітей у віці до 18 років та 3,1 % осіб у віці 65 років та старших.
Цивільне працевлаштоване населення становило 9147 осіб. Основні галузі зайнятості: освіта, охорона здоров'я та соціальна допомога — 21,1 %, виробництво — 15,3 %, роздрібна торгівля — 14,5 %.